# Yren Rotela
Yren Ailyn Rotela Ramírez (Asunción, 9 de enero de 1981) es una activista paraguaya por los derechos de las personas trans, LGTBI+ y trabajadoras sexuales.

## Biografía
Yren Rotela nació el 9 de enero de 1981 en el barrio Obrero de Asunción, Paraguay. Es la segunda de siete hermanos. Asumió su identidad de mujer trans a los 14 años.

### Trayectoria profesional
En 1999, un episodio de represión policial hacia trabajadoras sexuales la impulsó a dedicarse al activismo, denunciando públicamente los abusos y extorsiones que afectan a esta comunidad. Como trabajadora sexual, empezó a organizarse junto con sus colegas, y en el 2007 fue cofundadora de Panambí: Asociación de Travestis, Transexuales y Transgéneros, que en 2008 firmó su acta constitutiva y obtuvo personería jurídica en 2009. Actuó como presidenta de la Asociación durante dos períodos entre los años 2012 y 2016. Desde Panambi, Yren Rotela denunció las violaciones e impulsó los derechos y reivindicaciones de las personas trans.
Es dirigente de la Federación de Mujeres del Paraguay, integrante del Movimiento por el Derecho a la Salud María Rivarola, del Foro por la Educación, el Grupo Asesor de la Sociedad Civil en Paraguay de ONU Mujeres, la articulación 8M Paraguay y titular a nivel nacional e internacional de la Red Lactrans de Latinoamérica y el Caribe. En los últimos años se ha desempeñado como secretaria ejecutiva de la Red Paraguaya de la Diversidad Sexual (REPADIS).
En 2015 Amnistía Internacional le otorgó el premio Peter Benenson a la Defensa de los Derechos Humanos, «por su incansable labor a favor de la dignidad de las mismas en Paraguay, su aporte en la visibilidad del drama que vive este colectivo ante la ausencia de justicia e impunidad en crímenes de odio y otros abusos graves a los DDHH». 
El 17 de marzo de 2015, durante el marco del encuentro n.º 154 de la Corte Interamericana de Derechos Humanos formó parte de la delegación que presentó los resultados del informe «Denuncias de actos de violencia e impunidad contra personas trans en Paraguay», realizado por la asociación Panambí.
Junto a Tamara Amarilla, Gabriela Espinoza y Mariana Sepúlveda, fue nombrada en diciembre del 2016 como facilitador del Sistema Nacional de Facilitadores Judiciales (SNFJ). Formar parte de esta estructura le permite ser agente de derechos para personas que necesitan orientación, al ser un vínculo entre ellas y las instituciones públicas.
Participó en la 47 Asamblea General de la Organización de Estados Americanos, llevada a cabo de Cancún, México, como representante paraguaya de la Red de Personas Trans de Latinoamérica y el Caribe (Redlactrans). En la Asamblea, el canciller paraguayo se opuso a la aprobación de un artículo sobre derechos de personas LGBTI.
En septiembre de 2017 dio la charla »¿Nos define el sexo?» en la plataforma de conversaciones Gramo.
Fue candidata en la lista para el Senado del Movimiento Kuña Pyrenda en las elecciones generales de Paraguay del año 2018. Parte de sus propuestas se basó en «reconocer la identidad de género de las personas trans, el acceso a derechos económicos, sociales, culturales, civiles y políticos de toda la comunidad LGTBI, y la aprobación de una ley contra toda forma de discriminación».
En julio de 2018, fue invitada por el gobierno de los Estados Unidos a participar del Programa de Liderazgo para Visitantes Internacionales (IVLP, por sus siglas en inglés), principal programa de intercambio profesional del Departamento de Estado de los Estados Unidos. Los visitantes internacionales son líderes emergentes y representantes de alto nivel de sus áreas de trabajo o activismo.

### Cambio de nombre
En diciembre de 2016, mediante un juicio civil se convirtió en la primera persona trans, junto con Mariana Sepúlveda en presentar una solicitud de cambio de nombre en Paraguay. Cinco meses después, el 11 de mayo de 2017, recibió un dictamen favorable por parte de la Jueza en lo Civil y Comercial, Julia Rosa Alonso Martínez. Al amparo del artículo 25 de la Constitución del Paraguay, el caso marcó un hito en la jurisprudencia paraguaya. Aunque la Fiscalía apeló la medida y el expediente se encuentra hasta hoy en la Cámara de Apelaciones en lo Civil, pudiendo demorar hasta tres años.
Paraguay aún no cuenta con una ley de identidad de género o contra la discriminación.